# USS Tarawa (CV-40)
«Тарава» (англ. USS Tarawa (CV/CVA/CVS-40, AVT-12)) — американский авианосец типа «Эссекс» времён Второй мировой войны. Корабль был назван в честь кровопролитной Битвы за Тараву 1943 года, и это первый американский корабль, получивший такое имя.

## История
Авианосец вступил в строй 8 декабря 1945 года. В 1946 году перешёл с Атлантики в Тихий океан, 30 июня 1949 года был отправлен в резерв, однако уже 3 февраля 1951 года снова вошёл в строй и служил заменой авианосцам, отправленным к берегам Кореи. В отличие от многих систершипов, «Тарава» не подвергался модернизации и переоборудованию. 1 октября 1952 года корабль был переклассифицирован в атакующий авианосец, получил индекс CVA-40, с 10 января 1955 года переклассифицирован в противолодочные авианосцы, получил индекс CVS-40. Нёс службу в Атлантическом океане и Карибском бассейне, пока не был выведен в резерв 13 мая 1960 года. Уже после этого, 17 апреля 1961 года «Тарава» был переклассифицирован в авиатранспорт с присвоением индекса AVT-12 и прослужил ещё шесть лет. Выведен из состава флота 1 июня 1967 года, 3 октября 1968 года продан и впоследствии разделан на металл.